# Rio Ciucurul Orbului
O Rio Ciucurul Orbului é um rio da Romênia, afluente do Izvorul Călugărului, localizado no distrito de Buzău.